# “白鹿台”遗址
“白鹿台”遗址，位于中国广东省云浮市新兴县集成镇南沙村，为新兴县的一个县级文物保护单位，类型为古遗址，公布时间为1987年12月。
“白鹿台”遗址的历史年代为汉代。